# Stringer Davis
Stringer Davis, właśc. James Buckley Stringer Davis (ur. 4 czerwca 1899 w Birkenhead, zm. 29 sierpnia 1973 w Chalfont St Giles) – brytyjski aktor charakterystyczny znany głównie z ról drugoplanowych i występów w filmach u boku swojej żony Dame Margaret Rutherford, z którą ożenił się w roku 1945.